# Turnia nad Dziadem
Die Turnia nad Dziadem ist ein Berg in der polnischen Hohen Tatra mit einer Höhe von 1901 m n.p.m.

## Lage und Umgebung
Unterhalb des Gipfels liegen die Täler Dolina Roztoki, Dolina Białki und Dolina Waksmundzka. 
Nachbargipfel im Massiv des Wołoszyn ist der Wierch nad Zagonnym Żlebem, getrennt durch den Bergpass Karbik. Die Turnia nad Dziadem ist der nördlichste Gipfel des Massivs, dessen Hang weiter nördlich zur Alm Palenica Białczańska abfällt. 

## Etymologie
Der Name Turnia nad Szczotami lässt sich als Turm über dem Großvater übersetzen. Als Großvater wird eine Felsformation im Berg bezeichnet.

## Tourismus
Die Turnia nad Dziadem war von 1903 bis 1932 Teil des Höhenwegs Orla Perć. Der Abschnitt vom Bergpass Krzyżne bis zur Alm Polana pod Wołoszynem wurde jedoch 1932 geschlossen. Das Gebiet stellt seither ein striktes Naturreservat dar. Es ist für Wanderer nicht zugänglich.

## Belege
- Zofia Radwańska-Paryska, Witold Henryk Paryski, Wielka encyklopedia tatrzańska, Poronin, Wyd. Górskie, 2004, ISBN 83-7104-009-1.
- Tatry Wysokie słowackie i polskie. Mapa turystyczna 1:25.000, Warszawa, 2005/06, Polkart ISBN 83-87873-26-8.